# Емичев, Алексей Иванович
Алексей Иванович Емичев (1808, Слободской, Вятская губерния — 4 (16) июля 1853*, Новгород) — русский прозаик, поэт и журналист.

## Биография
Родился в 1808 году в Слободском Вятской губернии. Дворянского происхождения. Отец был штаб-офицером. В родном городе окончил уездное училище.
С 1823 года — канцелярист уездного суда, с 1825 — преподаватель Котельнического уездного училища. В 1831 году завершил карьеру в учебном ведомстве из-за проблем со слухом и поселился в Вятке, где получил работу при вятском губернаторе.
Творческую деятельность начал с подражательной поэзии: опубликовал в «Молве» стихотворения «К Лизе» (1831, № 48), «Мучение» (1833, № 156) и т. д.
С 1832 по 1833 год писал корреспонденции из Вятки для «Московских ведомостей», «Дамского журнала» и пр.
С конца 1834 года жил в Петербурге. Состоял на службе в Министерстве юстиции, потом занимал должность старшего столоначальника в Почтовом департаменте, был секретарём 2-го департамента Сената, в 1846 году утверждён начальником финансового отдела хозяйственного департамента Министерства внутренних дел.
В 1835 году встретился с В. Ф. Одоевским, его будущим покровителем в служебных и литературных делах; сотрудничество Емичева с «Отечественными записками» и «Современником» тоже, вероятно, стало следствием их тесного знакомства.
В Петербурге старался закрепиться как прозаик. Сочинил повести «Заклятый поцелуй» («Телескоп», 1834, № 33), «Любовь бедных людей» («Библиотека для чтения», 1835, том XIII), «Глухая Машенька» («Детская библиотека», 1835, № 11), включённые в сборник «Рассказы дяди Прокопья» (СПб, 1836); «Детский роман из быта низшего общества» («Детская библиотека», 1836, № 3, № 4).
Повести Емичева в основном тяготели к традиции сентиментализма; заметно в них также влияние романтических произведений А. А. Бестужева-Марлинского; в некоторых мотивах повести «Советница» («Отечественные записки», 1839, № 10) прослеживается связь с Натуральной школой.
Интересна в этнографическом плане его статья «Мифология вотяков и черемис» («Современник», 1836, том II), которая стала одной из первых работ, посвящённых верованиям марийцев и удмуртов; её использовал при создании «Статистической монографии Вятской губернии» А. И. Герцен.
Впоследствии уделял внимание исключительно журналистике. В 1839—1848 годах составлял раздел «Современная хроника России» в «Отечественных записках».